# Terre d'Odin
La Terre d'Odin est une péninsule située le long de la côte sud-est du Groenland, qui s'étend entre la baie d'Umivik au nord jusqu'au fjord de Bernstorff au sud et entre l'inlandsis à l'ouest e la Mer d'Irminger à l'est. Elle appartient à la  municipalité de Sermersooq.
La Terre d'Odin est pratiquement couverte par la glace et compte plusieurs glaciers très actifs : Fimbul, Sleipner, Gjallerbroen, Ydun, Gerd et Gymer qui libèrent grandes quantités d'icebergs dans la mer et rendent la navigation dangereuse. La calotte glaciare Gungnir se trouve au centre de la péninsule. Le point le plus haut est l'Ensom Majestaet, un nunatak qui s'élève à 1 591 mètres d'altitude.
La Terre d'Odin a été nommée par l'explorateur danois Wilhelm August Graah lors de son expedition de 1821 à 1829.